# العكد (ذي السفال)

تعديل مصدري - تعديل

العكد محلة تابعة لقرية بيت الاسد، التابعة لعزلة ريده ورياد بمديرية ذي السفال إحدى مديريات محافظة إب في الجمهورية اليمنية، بلغ تعداد سكانها 82 حسب تعداد اليمن لعام 2004.